# Monte Carlo Open 1999
Il Monte Carlo Open 1999  è stato un torneo di tennis giocato sulla terra rossa. È stata la 92ª edizione del Monte Carlo Masters, che fa parte della categoria ATP Super 9 nell'ambito dell'ATP Tour 1999. Si è giocato al Monte Carlo Country Club di Roquebrune-Cap-Martin in Francia vicino a Monte Carlo, dal 19 al 26 aprile 1999.

## Campioni

### Singolare
Gustavo Kuerten ha battuto in finale  Marcelo Ríos con il punteggio di 6–3, 6–2, 6–4

### Doppio
Olivier Delaître /  Tim Henman hanno battuto in finale  Jiří Novák /  David Rikl con il punteggio di 6–2 6–3